# Östsardinsk grottsalamander
Östsardinsk grottsalamander  (Speleomantes supramontis)  är ett stjärtgroddjur i familjen lunglösa salamandrar. Arten kallas också Hydromantes supramontis, eller, på svenska, Supramontegrottsalamander och Östlig grottsalamander.  
Teckningen är mycket variabel; arten är vanligen mörkbrun till svart på ryggsidan, som oftast är fläckig, strimmig eller spräcklig i avvikande färger, som gul, grågrön och/eller olivfärgad. Det förekommer att ryggsidan är helt och hållet gul. Ett mörkt, V- eller X-format tecken kan förekomma i nacken. Buksidan är ljus och ibland genomskinlig så att inälvorna syns. Vanligtvis är buksidan omönstrad, men det förekommer att den är lätt fläckig i brunt eller svart. Benen är långa. Hanen kan bli upp till 11,5 cm lång, honan 13,5 cm.
Som alla salamandrar i familjen saknar den lungor, och andas i stället med huden och svalget, som har blodkärlsrika fåror för att underlätta syreupptaget.

## Utbredning
Den östsardinska grottsalamandern grottsalamandern finns endast i centrala och östra delen av den italienska ön Sardinien kring Oroseibukten.

## Vanor
Arten uppträder i kalkstensgrottor, klippspringor och skogar i närheten av rinnande vatten på mellan 100 och 1 400 meters höjd. Den föredrar mark som är mosstäckt. Precis som hos den sardinska grottsalamandern läggs de få äggen på land och ger upphov till fullbildade individer som inte genomgår någon förvandling. Som många andra grottsalamandrar avsöndrar den ett giftigt slem om den blir hotad.

## Status
Den östsardinska grottsalamandern är starkt hotad ("EN", klassning ”B1ab (iii,v)”) på grund av den begränsade populationen, biotopminskning och en viss illegal insamling. Den är upptagen i EU:s habitatdirektiv (bilagor 2 och 4).